# Management by walking around

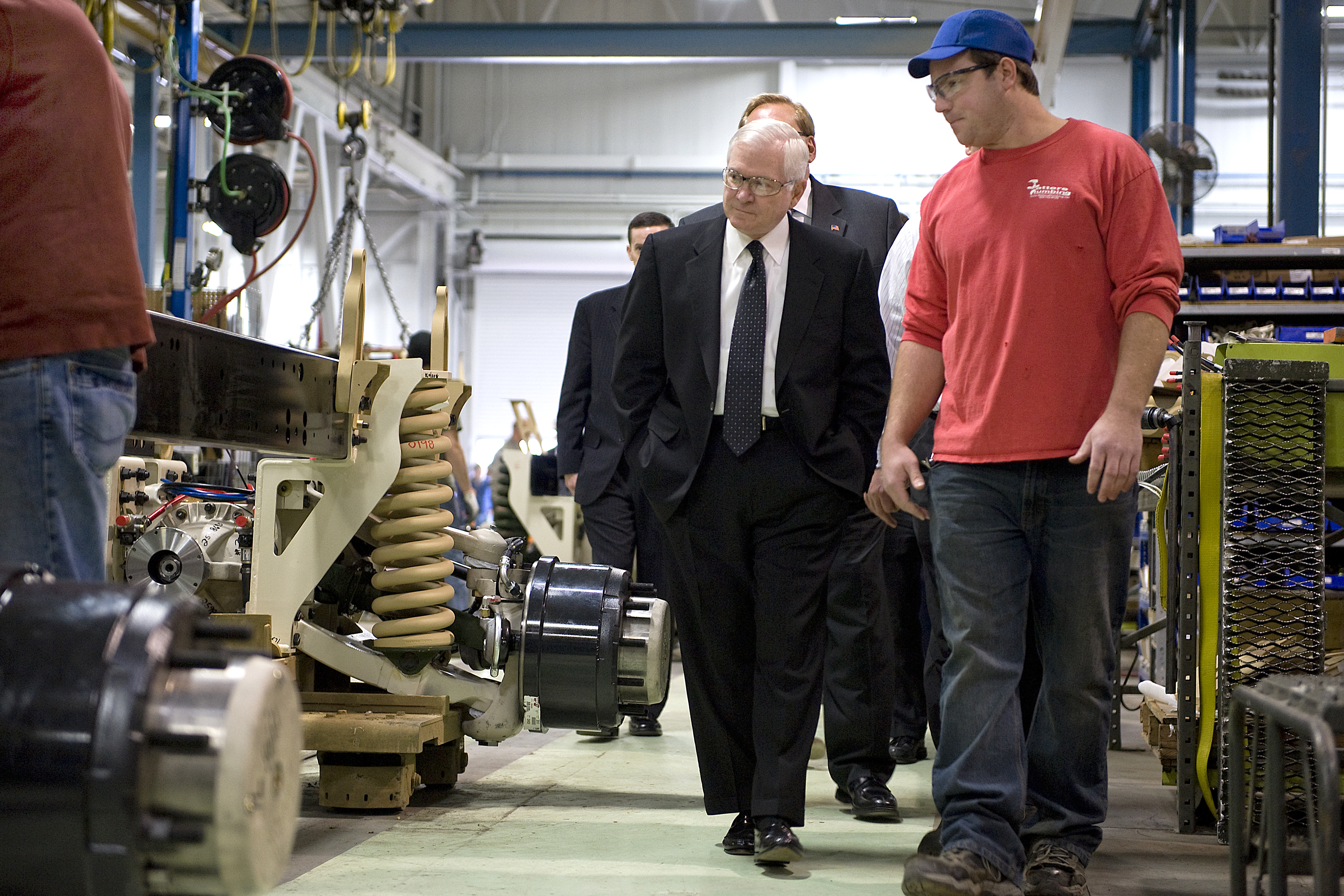
„Zarządzanie przez przechadzanie się” pozwala menedżerom lepiej poznać procesy w firmie i skuteczniej motywować pracowników

Management by walking around lub management by wandering around (zarządzanie przez przechadzanie się) – styl (metoda) aktywnego zarządzania polegający na częstej obecności menedżerów na stanowiskach pracy i angażowaniu się przez nich w komunikację ze swoimi podwładnymi.

## Historia
Za twórcę MBWA uznawany jest David Packard, jeden z założycieli amerykańskiego koncernu Hewlett-Packard (HP). Wprowadzona przez niego praktyka polegająca na regularnym wizytowaniu przez menedżerów wszystkich obszarów firmy, ich fizycznej dostępności i angażowaniu się w rozmowy z szeregowymi pracownikami była kluczowym elementem otwartej i zorientowanej na relacje kultury organizacyjnej HP. David Packard stosował to podejście już w czasie swojej pracy w firmie General Electric.
Autorem określenia management by walking around był jeden z menedżerów HP.
Metoda zyskała popularność w Stanach Zjednoczonych w latach 80. i 90. XX wieku dzięki wydanej w 1982 książce Toma Petersa i Roberta Watermana In Search of Excellence, w której opisali oni najlepsze praktyki zarządzania amerykańskich przedsiębiorstw.

## Korzyści dla organizacji
Dzięki tej metodzie menedżerowie mogą aktywnie promować wartości firmy, szybciej podejmować decyzje oraz skuteczniej motywować swoich podwładnych m.in. poprzez okazywanie im zainteresowania i szacunku dla wykonywanej przez nich pracy. Szybciej dowiadują się oni również o problemach, samodzielnie identyfikują tzw. wąskie gardła (ang. bottlenecks), dokładniej poznają specyfikę pracy na różnych stanowiskach i lepiej zarządzają procesami w organizacji.
Częsta obecność menedżerów na terenie firmy, która umożliwia m.in. spontaniczne rozmowy z szeregowymi pracownikami, sprzyja także budowaniu mniej sformalizowanej, przyjaznej atmosfery pracy.